# I'm into Something Good
I'm into Something Good är en poplåt skriven av Carole King och Gerry Goffin. Låten lanserades som singel 1964 av Earl-Jean, en av sångerskorna i tjejgruppen The Cookies. Hennes version nådde #38 på Billboard Hot 100 i USA. Kort därefter spelades låten in som debutsingel av den brittiska popgruppen Herman's Hermits. Låten blev gruppens största framgång i hemlandet och deras enda singeletta där. Den blev även en framgång i flera andra europeiska länder. För låtskrivarduon Goffin/King var det också viktigt att en brittisk grupp fick en hitsingel med en av deras kompositioner då flera brittiska grupper börjat skriva sitt eget låtmaterial istället för att förlita sig på professionella låtskrivare.

## Listplaceringar
| Lista (1964)   | Position               |
| -------------- | ---------------------- |
| Irland         | 1                      |
| Kanada         | 7 (RPM)                |
| Norge          | 6 (VG-lista)           |
| Nya Zeeland    | 1 (Lever Hit Parade)   |
| Storbritannien | 1 (UK Singles Chart)   |
| Sverige        | 5 (Kvällstoppen)       |
| Sverige        | 5 (Tio i topp)         |
| USA            | 13 (Billboard Hot 100) |